# Iso Kivijärvi (sjö i Ruovesi, Birkaland)
Iso Kivijärvi är en sjö i kommunen Ruovesi i landskapet Birkaland i Finland. Arean är 15 hektar och strandlinjen är 2,74 kilometer lång.  Den  ingår i Kumo älvs huvudavrinningsområde.  Sjön ligger omkring 49 kilometer norr om Tammerfors och omkring 210 kilometer norr om Helsingfors. 
I sjön finns öarna Kallensaari och Vihtorinsaari. 